# Afschrikken

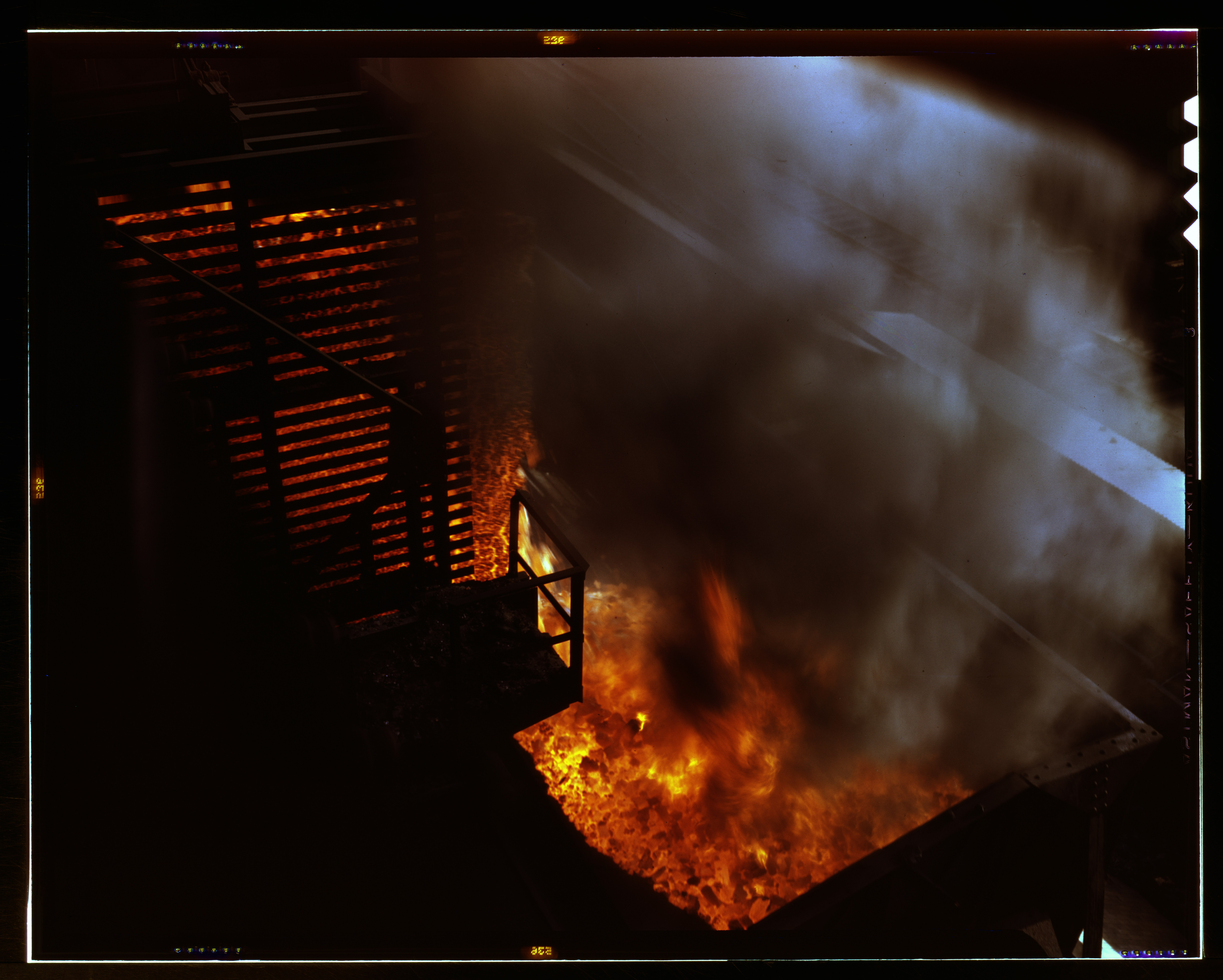
Afschrik-proces tijdens de staalproductie

Afschrikken of schrikken (Engels: quenching) is een vorm van warmtebehandeling waarbij een warm materiaal zeer snel wordt afgekoeld om bepaalde materiaaleigenschappen te bereiken.

## Materiaalkunde
De atomen in een materiaal kunnen bij hoge temperatuur op een andere manier gerangschikt zijn dan bij lagere temperatuur. Wordt een sterk verwarmd materiaal langzaam afgekoeld, dan treedt onder een bepaalde temperatuurgrens een faseovergang op. Door hetzelfde materiaal, dat tot enkele honderden of zelfs duizend °C verwarmd is, zeer snel af te koelen naar een veel lagere, of zelfs kamertemperatuur, treedt deze fasetransformatie echter niet op, en wordt de toestand die het materiaal op hoge temperatuur had, als het ware bevroren. De fasetransformaties worden onderdrukt doordat bij het zeer snel afkoelen het materiaal slechts een zeer beperkte tijd in het temperatuursgebied verblijft dankzij én drijvende kracht en genoeg thermische energie om de kinetische barrières te overwinnen. 
Deze stap wordt in de materiaalkunde aangeduid met afschrikken. Het snelle afkoelen kan gebeuren door bijvoorbeeld onderdompeling in water of olie, afhankelijk van de precieze gewenste afkoelsnelheid, die materiaalafhankelijk is. Te langzaam afschrikken kan ervoor zorgen dat er toch ongewenste fasetransformatie optreedt en te snel afschrikken kan juist een zo grote opeenhoping van spanningen in het materiaal opleveren, dat het werkstuk scheurt of breekt. 
Enkele toepassingen: 
- In polymeren en glas kan door de vloeistof snel te onderkoelen een amorfe fase gevormd worden, in plaats van kristallen.
- Staal wordt gehard door het af te schrikken. In dat geval wordt martensiet gevormd in plaats van het trager groeiende perliet. Om de materiaaleigenschappen na het afschrikken nog verder aan te passen, kan na het afschrikken nog een warmtebehandeling aan het materiaal worden meegegeven, zoals ontlaten, temperen of gloeien.